# Lords of Chaos: The Bloody Rise of the Satanic Metal Underground
Lords of Chaos: The Bloody Rise of the Satanic Metal Underground – książka autorstwa Amerykanina Michaela Moynihana i Norwega Didrika Søderlinda opisująca powstanie i wczesną historię norweskiej sceny blackmetalowej. Autorzy uwagę poświęcili głównie wydarzeniom z 1993 roku obejmujących podpalenia kościołów luterańskich oraz morderstwa, które miały miejsce w Norwegii. W 1998 roku zdobyła nagrodę Firecracker Alternative Press.
Główna postać książki Varg Vikernes, lider black metalowego projektu Burzum, wypowiedział się negatywnie odnośnie do zawartości publikacji. Vikernes twierdzi, że autorzy Lords of Chaos "nie mają pojęcia, a nawet dobrej wiedzy na omawiane tematy i nawet trochę nie zrozumieli na czym w 1991 i 1992 polegał black metal, zdołali naszpikować głowy pokolenia fanów metalu kłamstwami".

## Wydania
Publikacja w oryginale ukazała się w 1998 roku nakładem wydawnictwa Feral House (ISBN 0-922915-48-2). Drugie wydanie ukazało się w 2003 (ISBN 0-922915-94-6). Edycja zawierała dodatkowe 50 stron. Niemieckie wydanie ukazało się w 2002 roku (ISBN 3-936878-00-5). Polskie wydanie pt. Władcy Chaosu - Krwawe powstanie satanistycznego metalowego podziemia, w tłumaczeniu dziennikarza muzycznego Bartosza Donarskiego ukazało się w 2009 roku nakładem wydawnictwa Kagra.

## Film
Japoński reżyser filmowy Sion Sono zapowiedział realizację filmu na podstawie książki. W rolę norweskiego muzyka Varga Vikernesa miał wcielić się amerykański aktor Jackson Rathbone. Termin realizacji projektu oraz obsada pozostają nieznane.